# Strotarchus planeticus
Strotarchus planeticus is een spinnensoort uit de familie van de Cheiracanthiidae.
De wetenschappelijke naam van de soort werd in 1958 gepubliceerd door Robert J. Edwards.